# Mark VIII
O Mark VIII ou Liberty foi um tanque pesado de combate da Primeira Guerra Mundial, de origem Anglo-americana, com intenção de ser produzido em massa na França, mas que acabou sendo produzido em pequena quantidade (apenas 100) no Rock Island Arsenal nos Estados Unidos.

## O tanque iternacional

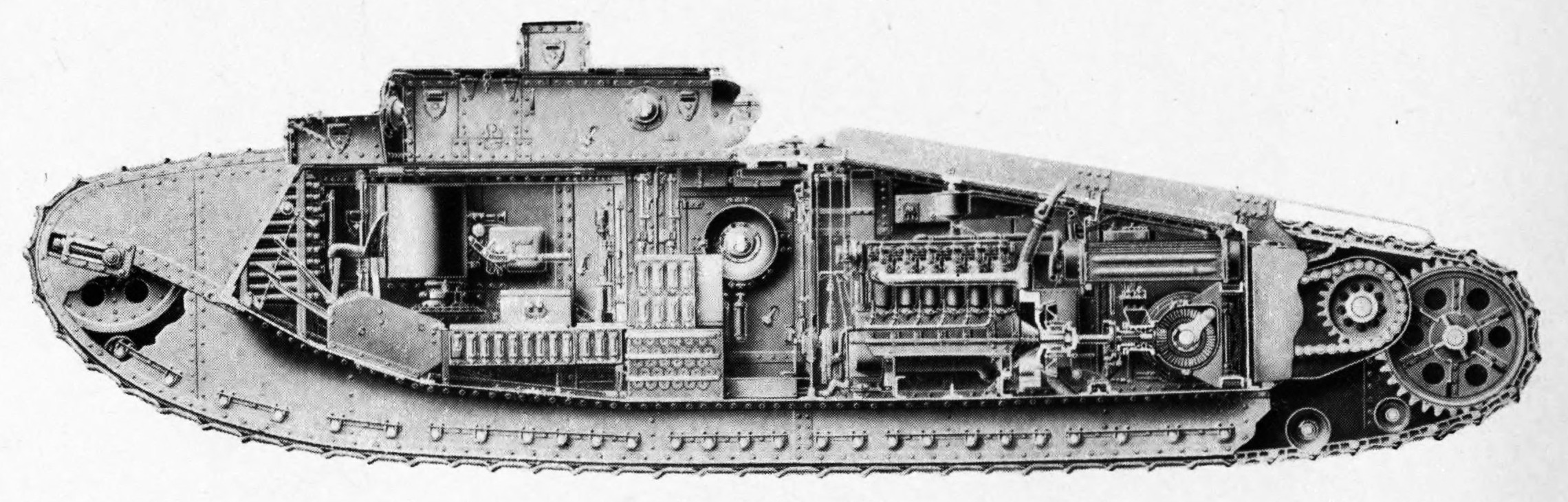
Ilustração em corte do Mark VIII Liberty.

## Histórico operacional
Os tanques American Liberty equiparam uma única unidade: o 67º Regimento de Infantaria (Tanques), baseado em Aberdeen, Maryland. A curiosa designação da unidade teve sua origem no fato de que desde 1922 por lei todos os tanques deviam fazer parte da Infantaria. As duas posições de metralhadoras nas laterais da superestrutura foram eliminadas, de modo que a tripulação pôde ser reduzida a dez. Foram utilizadas metralhadoras Browning M1917 refrigeradas a água. Apesar de muitas modificações, os veículos sofreram superaquecimento e pouca confiabilidade, causando um preconceito no Exército contra o uso de tanques pesados. De 1932 em diante, eles foram eliminados; todos estavam armazenados em 1934. Em 1940, o Canadá não tinha tanques de treinamento e foram oferecidos os tanques restantes pelo valor de sucata, mas os canadenses optaram por comprar os tanques ligeiros M1917.